# Palladium Tele-Cassetten Game
La Palladium Tele-Cassetten Game fue una videoconsola de la familia PC-50x lanzada por las marcas marca blancas Neckermann y Palladium, en 1978 sólo en Alemania. La consola, como todas las consolas PC-50x, es una consola de primera generación, aunque a menudo se considera una consola de segunda o tercera generación.  
La consola tiene muchas consolas  previas, pero es difícil conocer cual fue la consola previa exacta ya que las fechas de lanzamiento exactas de estas consolas son desconocidas o al menos no están claras y se lanzaban en periodos cortos.
En 1982 se lanzó la siguiente generación, fue [[Palladium Video Computer Game].

## Descripción general
El  Palladium Tele-Cassetten funciona con un adaptador de corriente de 9 V a 500 mA   o 6 baterías tipo C  y cuenta con botones de dificultad, automático/manual, así como de botón de reinicio. La carcasa es de color negro y contiene diez interruptores integrados para la selección de juegos (en alemán: Spielwahlschalter).   con los que es posible elegir entre hasta 10 modos de juego diferentes según el juego.   También hay tres botones en la carcasa para cambiar las opciones del juego.  Se sabe que existen dos modelos diferentes la 825/530   y la 825/581.  Los controles de los modelos 825/581 tiene botones de disparo a diferencia de los del modelo 825/530, que es solo una perilla.  El modelo 825/530 incluia dos controles y cuatro juegos (Kassette 603 ( Autorennen, "Auto Race"), Kassette 606 ( Tele-Bowling ), Kassette 610 ( 10 Ballspiele, "10 Ball Games") y Kassette 765 ( Motoradrennen, "Motorcycle Race").  son las diferencias que hay entre diferentes entre estos dos modelos. 
Palladium Tele-Cassetten emite video a color, y el sonido se reproduce a través de un altavoz integrado en la propia consola.  
Es una de las pocas consolas pong licenciadas por General Instrument  y fue comercializada con varios nombres y por varias compañías,  incluyendo MBO-Teleball-Cassetten-Game de MBO Schmidt & Niederleitner GmbH & Co. KG (1977), Optim 600 de Optim (1978) y TVG-3000 de Hanimex (1978).  La consola original en ser creada de todas esa era la MBO-Teleball-Cassetten-Game, fabricada en Alemania Occidental por MBO Schmidt & Niederleitner y se lanzo a finales de los años 1970. 

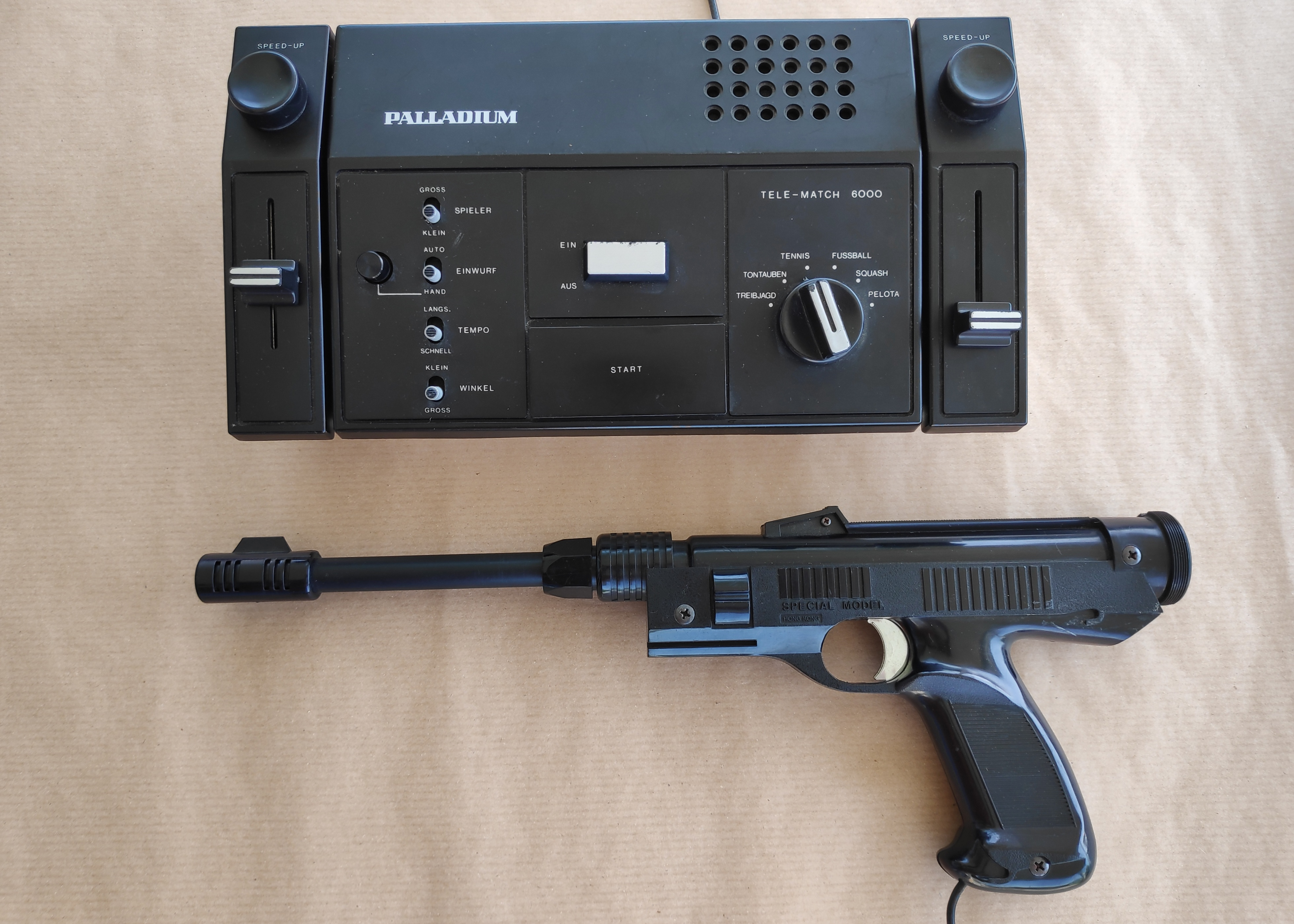
Tele-Match 6000

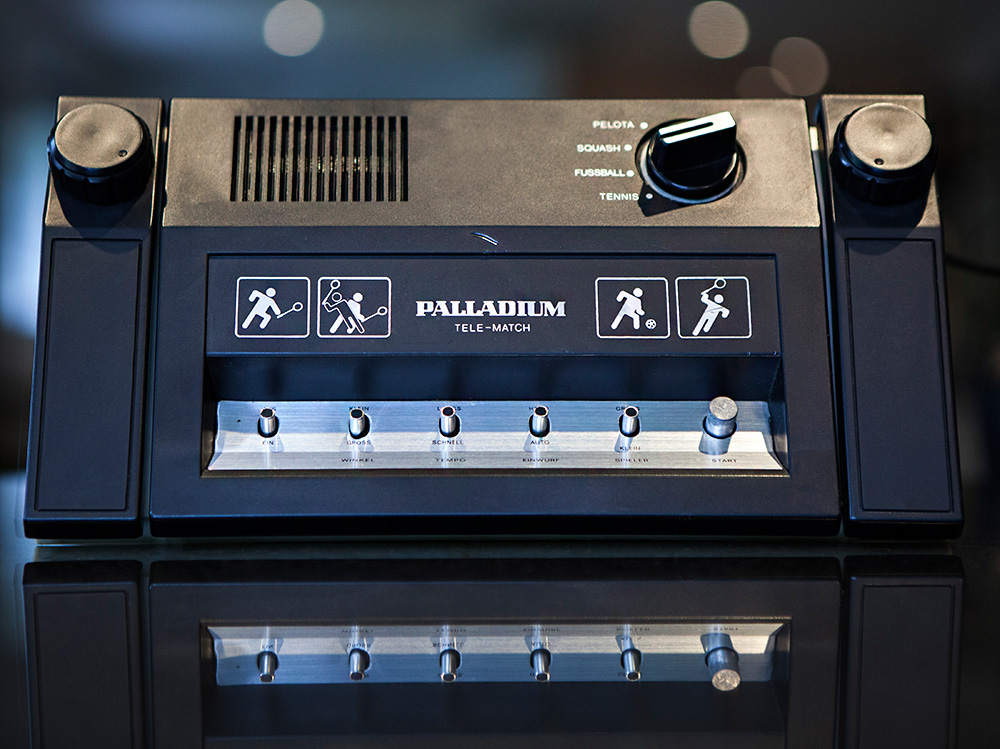
Tele-Match (825-468)

Se sabe que existen muchas consolas previas al Palladium Tele-Cassetten Game
- Palladium Tele-Match 4000 (825-131) (1977) [4]
- Palladium Tele-Match 6000 (825-166) (1977) [4]
- Palladium Tele-Match 825-182 (1977) [4]
- Palladium Tele-Match 825-425 (1977) [4]
- Palladium Tele-Match 825-468 (1977) [4]
- Palladium Tele-Match 825-344 (1977) [4]
- Palladium Tele-Match Color 825-452 (1977) [4]
- Palladium Tele-Match Color 825-484 (1977) [4]
- Palladium Tele-Match Color R 825-352 (1977) [4]
- Palladium Tele-Match Color R 825-387 (1977) [4]
- Palladium Tele-Match Color R o SR 825-417 (1977) [4]
- Palladium Tele-Match Color R 825-530 (1977) [4]
- Palladium Tele-Multiplay S 825-395 (1977) [4]
- Tele-partido de Polygame (1977) [4]
- Palladium Tele-Cassetten Game Color (1978) [13] (Dado que este sistema se lanzó el mismo año que el Palladium Tele-Cassetten Game y tiene la palabra "Color" en su nombre, también podría ser una revisión o incluso un sucesor).

Los juegos para la consola venían en cartuchos . la consola  no contenía una CPU, pero los cartuchos incluían una AY-3-8xxx . Al igual que la alemana SHG Black Point y muchas consolas europeas de finales de los años 70 y principios de los 80, la Palladium Tele-Cassetten Game utiliza cartuchos PC-50x .  Se sabe que se lanzaron 7 cartuchos para el 825/581: 
- Ball & paddlegaming
- Submarine
- Cycling
- Car race
- Shooting gallery
- Wipeout
- Tank battle